# علي علوان (لاعب كرة قدم أردني)
علي إياد علي علوان (مواليد 26 مارس 2000) هو لاعب كرة قدم أردني يلعب لصالح [نادي الكرمة الرياضي] العراقي ومنتخب الأردن في مركز جناح الهجوم.

## روابط خارجية
- علي علوان على موقع قاعدة بيانات كرة القدم.إي يو (الإنجليزية)
- علي علوان على موقع ناشيونال فوتبول تيمز (الإنجليزية)
- علي علوان على موقع Soccerway.com (الإنجليزية)
- علي علوان على موقع عالم كرة القدم.نت (الإنجليزية)
- علي علوان على موقع كووورة